# 브래드 델슨
브래드포드 필립 델슨(Bradford Phillip Delson, 1977년 12월 1일 ~ )은 미국의 음악가이다. 미국의 록 밴드 린킨 파크의 리드 기타를 맡고 있다.

## 생애

### 성장 배경
브래드 델슨은 1995년 아구라 고등학교를 졸업 후, 학교 친구 마이크 시노다, 롭 버든과 제로 (후에 린킨 파크)를 결성한다.
브래드 델슨은 졸업 후 1995년 캘리포니아 대학교 로스앤젤레스에 들어가고 대학의 파이 베타 카파에 들 정도로 성적 우수자였다. 1999년, 라틴어를 전공 후 학사 수여 받고 졸업한다.

### 사생활
브래드 델슨은 2003년 9월 16일에 여자친구 엘리사 보렌과 비공개로 결혼식을 치렀다. 브래드 또한 롭 버든, 데이브 파렐과 같은 유대인계 미국인이다.